# 災難年
災難年（荷蘭語：Rampjaar），是荷蘭歷史上重要轉折的一年（1672年）。這年荷蘭聯省共和國被法蘭西王國聯合明斯特大主教、科隆大主教大舉入侵，造成大震盪與大災難。還被英格蘭王國的海軍封鎖威脅。當時的荷蘭人形容自己面對著「大恐慌、絕望感與四面楚歌」。因為荷蘭奇蹟似地在其他歐洲列強如神聖羅馬帝國和西班牙帝國的支持下從法軍的入侵中存活下來，1672年同時又被稱作「奇蹟年」。

## 原因
法王路易十四在1661年親政後，勵精圖治希望稱霸歐洲。於是他在1667年選擇西班牙為用兵對象，發動產權轉移戰爭（1667年－1668年）。但是他剛占領大片領土而正打算往東北攻下全部的比利時地區時（當時為西班牙統治的南尼德蘭），卻被三十年戰爭的舊盟友荷蘭共和國插手干涉。當時荷蘭的政府領袖——商人出生的约翰·德·维特大议长（可說是當時歐洲最有權力的人物），擔憂法國領土擴張太多會威脅荷蘭的國土安全（比利時是一直是法荷間的緩衝區），於是德·维特以軟硬兼施的手法，聯合英國、瑞典成為「三角同盟」，要求法國在1668年與西班牙締和，並歸還大量的占領地，否則「三角同盟」就會對法宣戰。路易十四因為戰爭準備不足，被迫接受荷蘭的要求而答允和議，但卻種下路易十四對约翰·德·维特與荷蘭共和國的強烈怨恨。
正巧當時英王查理二世在第二次英荷戰爭輸給荷蘭之後，雖然被迫在1668年與荷蘭締結同盟去向法國施壓，但查理二世一直憤恨不平，渴望復仇。於是路易十四在大規模擴軍之後，展開外交手腕，破壞荷蘭名義上的「三角同盟」。法國天才的外交大臣——雨格·李奧納，操盤了一系列傑出的外交成果：他先收買瑞典國會，得到瑞典放棄三角同盟保持中立的承諾之後；再向英王提議與法國合攻荷蘭（由法國提供部分的戰費），瓜分其大半國土。一拍即合的兩方，於1670年签署《多佛密约》，英王查理二世与法王路易十四结盟，計畫在兩年後聯合攻打荷蘭。同一時間，法王還收買策動荷蘭的鄰居明斯特大主教、科隆大主教，答允說一旦法國出兵，他們也會出軍並提供法軍交通與後勤支援。於是在1672年，法王先向荷蘭宣戰，英王接著也向荷蘭開戰，第三次英荷戰爭爆發。

## 過程

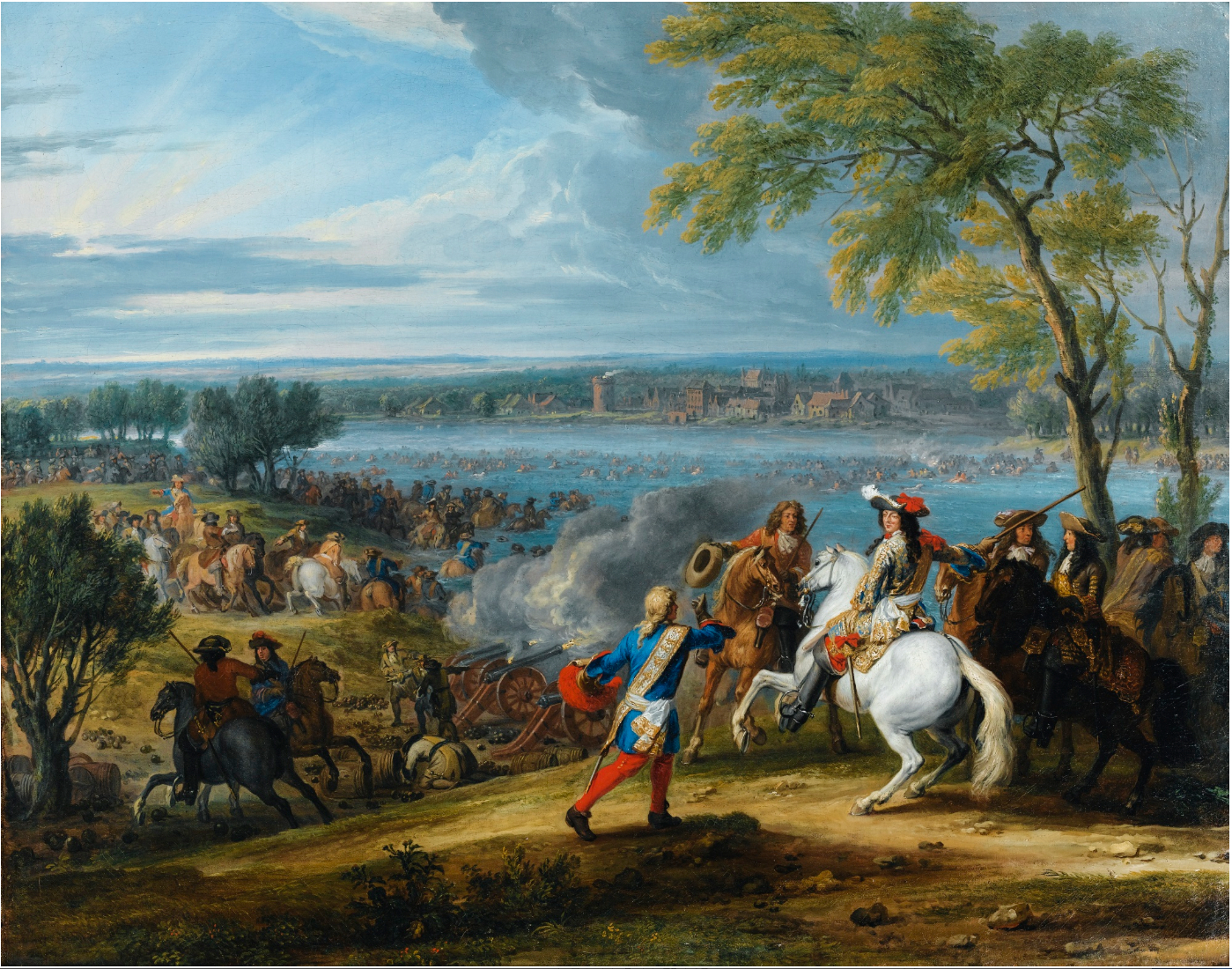
指揮大軍渡過莱茵河的路易十四

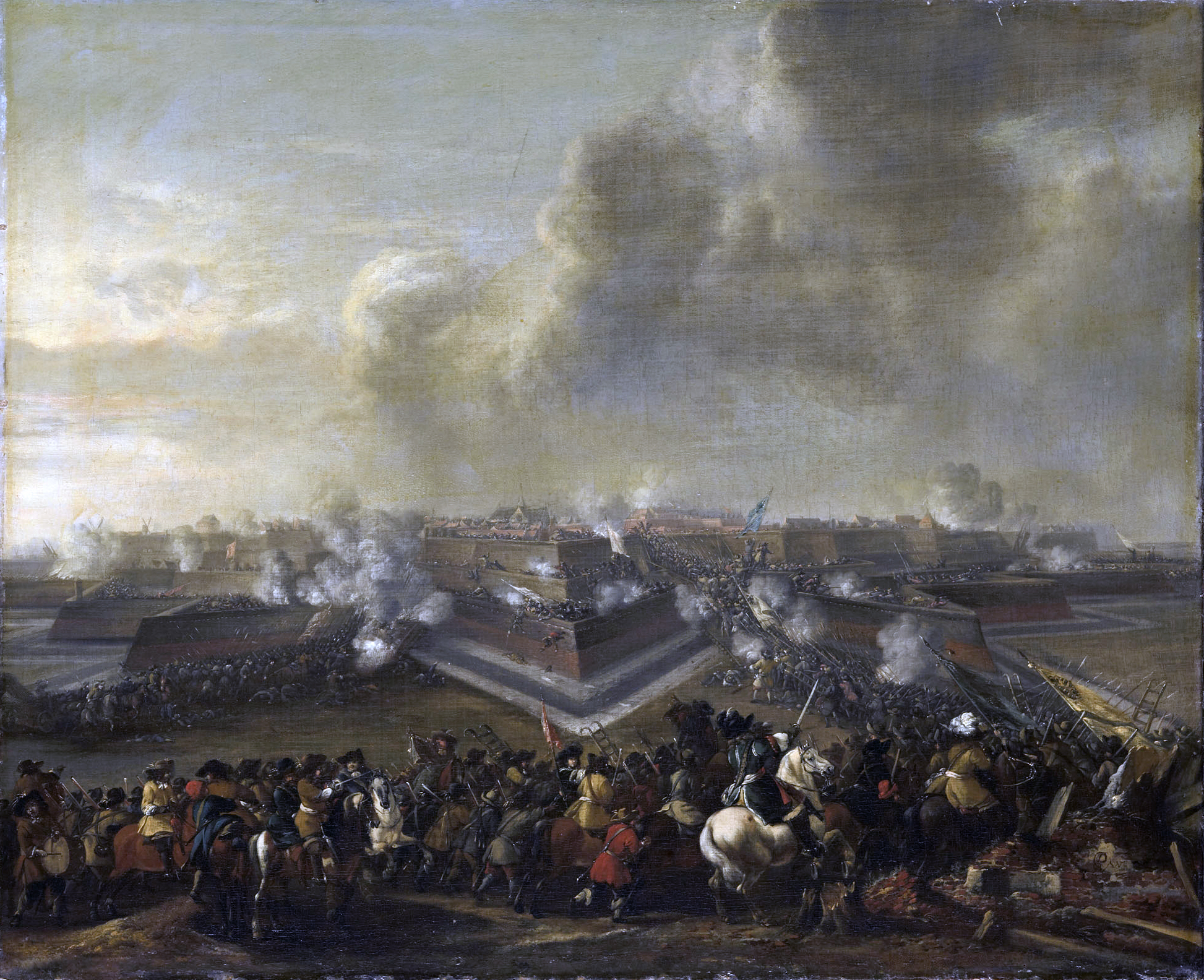
1672年底荷軍攻克庫福爾登的景象，這代表明斯特大主教被打敗，為災難年畫下了一個正面的句點

1672年3月法王路易十四派遣12万大军压境而来，原本被譽為“欧洲最强防线”的荷蘭南境保壘區，在法军面前几乎一触即溃。6月法军已经打到了莱茵河畔（荷兰人最重要的屏障），此时莱茵河却因为干涸期，讓十萬以上的法軍輕易渡過，而路易十四亲临前线指挥了渡河作战。
渡河之后法军势如破竹，6月20日荷兰重镇乌特勒支沦陷，並佔領60%以上的荷蘭領土（7个省中有5个已基本沦陷）。首都阿姆斯特丹岌岌可危，此时的荷兰人心惶惶，一夜三惊，政府似乎也驚慌失措。當時的政府領袖德·维特卻没有大气魄与法兰西国王在陆地抗争，他慌忙的向路易十四求和。路易十四一次次拒绝了战败者的求饶，最后在荷兰使者的一再跪求下，法兰西国王终于提出了一个苛刻的和谈条件：
1. 荷兰割让莱茵河以南的所有领土，赔偿法国军费2000万荷兰盾（相當於法軍這次戰費總和五千萬里弗）
2. 法国在荷兰保有驻军权，荷兰所有港口向法国船只开放并且免除一切关税。
3. 荷兰必须恢复天主教教会
4. 荷兰议会向法国王室称臣，每年定期纳贡。[3]

条件之苛刻远远超出荷兰人的想象，普通荷兰人心中的悲凉与恐惧逐渐被愤怒与勇气所取代。結果，荷蘭人的愛國能量爆發，人们开始把一切不幸都归罪于約翰·德·维特，渴望奧蘭治親王威廉三世出面領導。7月2日西兰省首先不顾议会曾颁布的《排斥法令》（即奥兰治家族成员不能出任政府、军队高官的法令），推举奥兰治亲王威廉三世为省執政，4日荷兰省也效仿辦理，人们高喊：「我们要秩序，我们要奥兰治亲王！」。

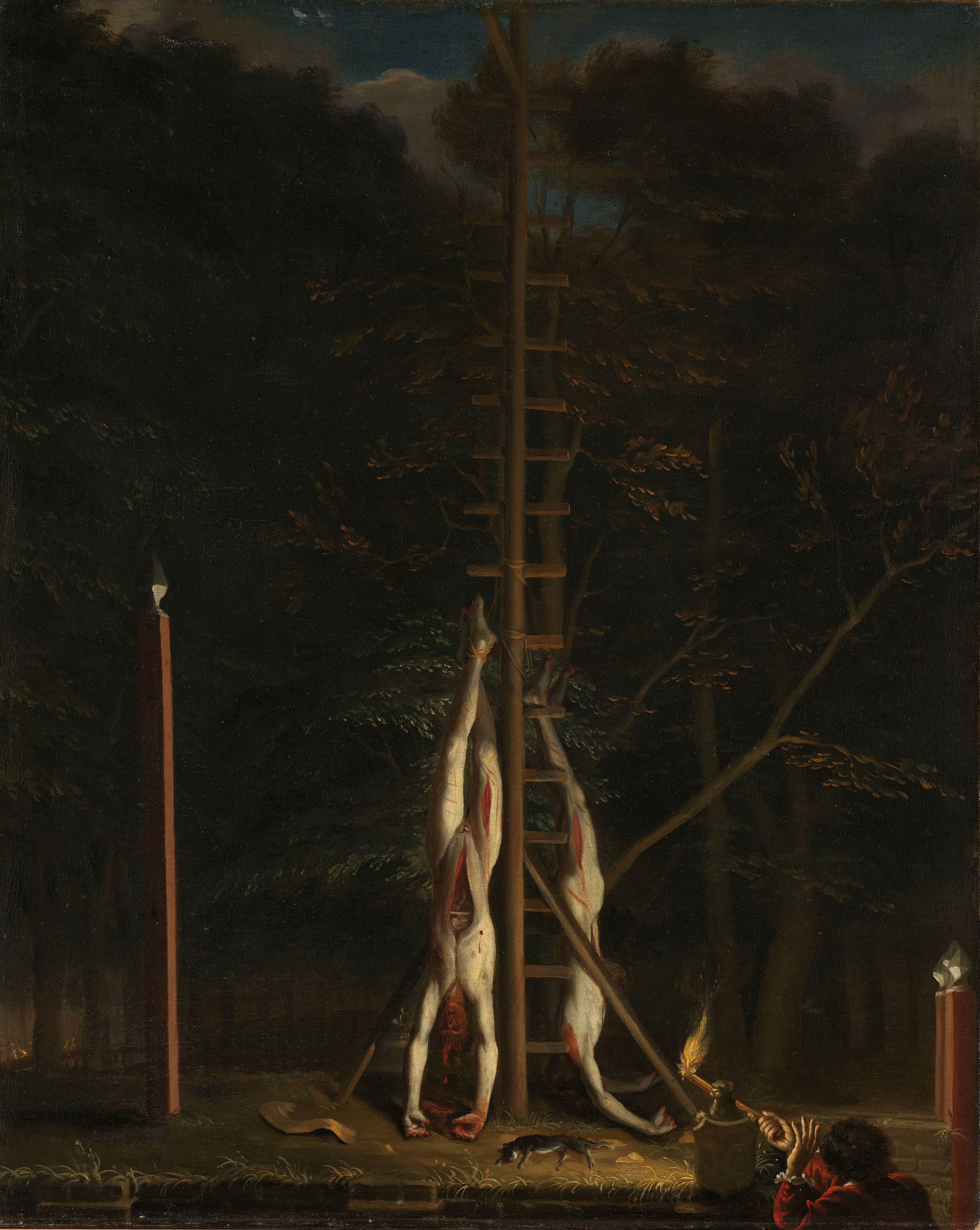
災難爆發後，约翰·德·维特兄弟被荷蘭暴民圍捕殺害。圖為兩人被支解的屍體，據說有人割肉烹食以洩憤

荷蘭人在6月底推翻議會政府（约翰·德·维特辭職後，在8月時被暴民殺死）之後，先以決堤阻止法軍佔領阿姆斯特丹，接著年轻的威廉三世在歡呼聲中宣誓就職为陆海军统帅與荷蘭省兼西蘭省執政。當時路易十四與查理二世派去劝降威廉的外交代表，是查理二世的宠臣白金汉公爵。他劝说威廉开城投降，提出讓威廉當上荷蘭省主權君主的誘惑條件（而非「執政」那樣的高級公務員），并且保证英国将会尽力斡旋，给予荷兰一个体面的条约。但是威廉立刻拒绝了投降的建议。白金汉公爵劝道：「亲王殿下，难道你没有看出你的国家已经失败了吗？」，威廉三世坚定的答覆：「我的国家正在面對危险，但是我不会眼睁睁的看着它滅亡，因为我会在联合省的最后一条壕沟裡战死！」，這句話亦成為他的傳世名言。
海水越過堤防形成的大水防線，有效地阻擋了法軍的前進，但是荷蘭仍陷入了全面混乱与恐慌當中。许多人都在想尽办法逃离荷兰，成群的人们堵在阿姆斯特丹荷兰东印度公司门口兑换手中股票，多数人都认为自己手中的票据十有八九是变成废纸了，但是当威廉三世命令守卫打开金库时，人们惊奇地发现数十年前投资的白银、黄金还原封不动的放在地窖裡。奥兰治亲王呼吁人们保持镇静，并且保证所有的票据全都依然有效，人们心中的恐慌总算得以缓解，阿姆斯特丹的金融体系又恢复运转（當時阿姆斯特丹是全世界的金融中心）。當時英國在1672年從海上進攻荷蘭，但是荷蘭的海上英雄魯伊特於四次海戰均獲得勝利，英王查理二世被迫停戰。
接著威廉三世呼吁人民拯救国家，筹集资金以购买物资、组建军队。荷兰人的爱国热情被法国人的傲慢与狂妄所激发，人们纷纷出钱出力，许多人甚至捐出了毕生的积蓄。得到多方援助的威廉三世，总算集结了一隻1万多人的军队，並积极的展開外交活动。威廉三世先與西班牙、奧地利、普魯士等國結盟，迫使法國撤兵，逐漸收回失土；再派人到英國向議員重金遊說並煽動反法輿論，激化英國市民對天主教法國的恐懼與仇恨，使得英國國會逐漸反對與法國結盟，不願繼續撥款給查理二世。查理被迫中止英法聯盟並與荷蘭議和，英國得到荷蘭部分的殖民地，但必須給予荷蘭20萬英鎊的補償，兩國於1674年正式結束第三次英荷戰爭。
1673年底，在威廉三世出色的作戰，以及盟邦奧地利的主帥——拉依蒙多·蒙特庫科利的幫助之下，荷軍攻下波恩，法国军队全部被赶出国土，年轻的威廉三世威信达到极点。他得到了“护国英雄”的称号，用自己的能力获得各省公认，在欢呼声中就任尼德蘭聯省執政。威廉三世既挽救了奥兰治家族，也挽救了聯省共和國，维持了荷兰海上殖民帝国的稳定。1674年明斯特大主教與科隆大主教接在英國之後，與荷蘭締結和約；但艱苦的法荷戰爭則一直持續到1678年，不但海上戰神魯伊特在1676年負傷而死（敗於法國海軍名將迪凱納之手），最後威廉三世也被迫承認法國的勝利，接受西班牙屬地被占領的事實。

## 影響
災難年之後，荷蘭的「第一次無執政時期」（1650年－1672年）結束，從此威廉三世以執政的身分君臨荷蘭長達三十年。他的高人氣和戰功權威，讓他近乎成為聯省共和國的無冕之王，只有在荷蘭省才遇到強力的抵制。
原本1648年西伐利亞和約之後，荷蘭聯省共和國成為歐洲最富裕強大的國家（1654-1658年勉強被克伦威尔的英吉利共和國趕上），不但擁有最強的海上霸權，其遍及四處的外交網絡，也使她成為1648-1672年中歐洲最有權力的國家。然而，災難年之後，法國的外交勢力與總體財富正式超越荷蘭，建立起名副其實的歐洲霸權與外交仲裁權；而威廉三世從此成為「太陽王」的致命死敵，以畢生心力去打擊法國的天主教霸權，法荷爭霸因此成為17世紀後期歐洲政局的核心課題。1688年時，威廉為了避免英法未來再度聯兵攻荷，果斷地發動光榮革命、當上英王，反而促成1710年代荷蘭的海上霸權最終轉移給英國的結果。
荷蘭的經濟在1672年遭受嚴重的傷害，雖然在1680年代大力恢復而重返富強，但再也無法回到1672年以前的安穩與盛況了。雖然一般通稱的荷蘭黃金時代仍然持續到1702年（一說1713年），但黃金時代的高峰確實過去了。最好的見證者是荷蘭黃金時代畫家維梅爾的遺孀卡特琳娜，她發現災難年（1672年）後的藝術市場嚴重不景氣，以至她與丈夫很難賣出畫作，在負債纍纍之下，卡特琳娜不得不於1675年申請破產；不少荷蘭菁英也認為荷蘭的地理位置不夠安全，先後移居到對岸的英國。